# Lechriodus aganoposis
Lechriodus aganoposis é uma espécie de anfíbio da família Limnodynastidae.
Pode ser encontrada nos seguintes países: Indonésia (Nova Guiné Ocidental) e Papua-Nova Guiné.
Os seus habitats naturais são: regiões subtropicais ou tropicais húmidas de alta altitude, marismas intermitentes de água doce e jardins rurais.